# Ave Maris Stella (Holmès)
Ave Maris Stella est une mélodie de la compositrice Augusta Holmès composée en 1872.

## Composition
Augusta Holmès compose une mélodie sur le thème de l'Ave Maris Stella en 1872.
Elle dédie cette œuvre à César Franck. L'œuvre est pour ténor ou soprano avec accompagnement d'orgue.
Avec In exitu Israel, Ave Maris Stella est donné dans la chapelle du palais de Versailles le 3 août 1872, dans le cadre d'un salut solennel, en actions de grâces.